# Morus Markard
Morus Markard (* 3. Januar 1948 in Brühl (Rheinland)) ist ein deutscher Psychologe und Hochschullehrer an der Freien Universität Berlin.

## Leben und Leistungen
Markard studierte Psychologie an der FU Berlin in u. a. bei Klaus Holzkamp und ist wie sein Freund Wolfgang Maiers ein Vertreter der Kritischen Psychologie. 
Er ist Mitbegründer und Redaktionsmitglied des Forums Kritische Psychologie und im Redaktionsbeirat der Zeitschrift Das Argument.

## Schriften
- Einstellung. Kritik eines sozialpsychologischen Grundkonzepts. Campus, Frankfurt am M, New York 1984, ISBN 3-593-33422-4.
- mit Klaus Holzkamp: Praxis Portrait. Ein Leitfaden zur Analyse psychologischer Berufstätigkeit. In: Forum Kritische Psychologie. 23, 1989, S. 5–49.
- Methodik subjektwissenschaftlicher Forschung. Jenseits des Streits um quantitative und qualitative Methoden. Argument, Hamburg, Berlin 1993, ISBN 3-88619-723-9.
- Verbale Daten, Entwicklungsfigur, Begründungsmuster, Theorienprüfung: Methodische Probleme und Entwicklungen in der Projektarbeit. In: Morus Markard, Ausbildungsprojekt Subjektwissenschaftliche Berufspraxis: Wider Mainstream und Psychoboom. Kritische Psychologie und studentische Praxisforschung. Argument, Hamburg 2000, ISBN 3-88619-730-1, S. 227–250.
- mit Ausbildungsprojekt Subjektwissenschaftliche Berufspraxis: Wider Mainstream und Psychoboom. Kritische Psychologie und studentische Praxisforschung. Argument, Hamburg 2000, ISBN 3-88619-730-1.
- Von der abstrakten Negation zur konkreten Bejahung. Postmoderne Gedankenarbeit als Entpolitisierung von Psychologiekritik. In: Hermann Kopp, Werner Seppmann (Hrsg.): Gescheiterte Moderne? Zur Ideologiekritik des Postmodernismus. Neue-Impulse, Essen 2002
- Einführung in die Kritische Psychologie: Grundlagen, Methoden und Problemfelder marxistischer Subjektwissenschaft. Argument, Hamburg 2009, ISBN 3-88619-335-7.